# B Gata H Kei
B Gata H Kei (B型H系 lit. Tipo B, Estilo H?) es un manga 4-koma publicado por Shueisha desde el 18 de febrero de 2005, y que ha sido adaptada a una serie de anime. El manga fue licenciado en Taiwán por Sharp Point Press. 
La serie se transmitió por las cadenas KBS Tokyo MX y AT-X, y consta de una temporada de doce episodios.

## Argumento
La protagonista se llama Yamada (no dice su primer nombre), una chica de 15 años muy bonita y la más popular de la escuela, que solo tiene una cosa en mente: llegar a tener cien relaciones sexuales durante la preparatoria. Decide definitivamente perder la virginidad, pero a pesar de sus intenciones y con tantos chicos que desearían estar con ella, cree que sería ridículo y vergonzoso hacerlo y que el chico se diera cuenta de que ella aún es virgen. Un día, por casualidad se tropieza en la biblioteca con Takashi Kosuda, un chico muy normal que, a los ojos de Yamada, es el perfecto para empezar su caliente meta. Resulta que Kosuda era uno más de sus compañeros de clase y se sentaba justo a su lado, aunque ella ni cuenta se había dado ya que él es un chico que menos llama la atención en toda la escuela. Tras varios intentos torpes de incitar a Kosuda a tener sexo con ella, Yamada va aprendiendo que lo importante, más que el sexo, es el amor, y que antes de pretender copular, deberá ir paso por paso. Al transcurrir el tiempo, Yamada parece calmar las hormonas un poco y pensar con el corazón. Y con tantas insinuaciones hacia Kosuda este termina interesándose más en ella. 

## Personajes

### Principales
Yamada (山田)
Seiyu: Yukari Tamura
La protagonista de la historia, muy fogosa y entusiasta. Excelente figura, digna ganadora del concurso de belleza de su escuela. A pesar de estar permanentemente pensando en el sexo y manifestar querer tener relaciones con cien chicos, muchas veces cuando se le declaran, se muestra tímida, retraída y los rechaza. Un día, al hacer esto, se dio cuenta de que su primera vez debía ser con un chico virgen (al igual que ella). También es bonita e inocente a simple vista, aunque su personalidad pervertida y sus secretos solo los sabe su mejor amiga y su hermana pequeña. Es algo torpe, engreída y muy tímida ante los desconocidos, pero es buena estudiante y sabe mantener la compostura cuando es necesario. Y con el tiempo se va enamorando de kosuda.
Takashi Kosuda (小須田 崇)
Seiyu: Atsushi Abe
Un chico que pasa desapercibido. No muy guapo, indeciso, tímido, pero un buen tipo. Conoció a Yamada en un incidente en la biblioteca donde Yamada se cayó encima de él, y desde el momento en que Yamada lo vio, supo que era el elegido... para perder su virginidad, ya que Yamada supuso rápidamente que él era virgen. Siempre ayuda a quien lo necesita y es amable y respetuoso, aunque Yamada lo trate mal. A medida que avanza la serie sobrevive (mal que bien) a los diversos "ataques sexuales" de Yamada, de quien se va enamorando.
Miharu Takeshita (竹下 美春)
Seiyu: Yui Horie
La mejor amiga de Yamada, y siempre se está quejando de lo pesada que es. Por otra parte, tiene un novio llamado Daisuke, muy apuesto y simpático que es la envidia de Yamada (Porque esta piensa que en realidad él es una bestia en la cama). Miharu también destaca por tener unos pechos descomunales (Copa F, de los que Yamada se suele burlar también por envidia) aunque al parecer con el roce le sale un sarpullido.

### Compañeros de clase
Mayu Miyano (宮野 まゆ)
Seiyu: Kana Hanazawa
Es la amiga de la infancia de Kosuda. Usa gafas, es copa F y virgen. Tiene un trauma amoroso desde que confundió a la hermana de Takashi con su príncipe azul cuando era pequeña, a decir verdad creyó que era Kosuda y no la hermana, pero nunca se ha atrevido a confesar sus sentimientos hacia Kosuda. Su característica principal es que es muy buena cocinando (aunque muy torpe) y tiene los pechos igual de grandes que Miharu.
Kyōka Kanejō (金城 京香 Kanejō Kyōka?)
Seiyu: Yu Kobayashi
Nueva estudiante que ha sido transferida a la clase de Yamada desde Estados Unidos. Muy hermosa, comparable con Yamada, es copa C y virgen. Es considerada muy atractiva por gran parte de los chicos de la escuela, lo que provoca la ira de Yamada. Pese a parecer reservada, realmente es muy orgullosa y de carácter fuerte. Además de ser una persona inmensamente rica, que vive en una mansión y va a todas partes en limusina. Un día perdió la oportunidad de ser la reina de belleza en un concurso y nada menos que Yamada fue quien le ganó.
Está enamorada de su hermano, tiene una colección de fotografías de él en una pieza escondida de su cuarto (al final del episodio 6 dice que le dará su virginidad). Es la rival número uno en todo de Yamada, le guarda rencor por perder el concurso de belleza a tal punto que se prometió arrebatarle el novio solo para hacerla sentir inferior. Aparte de eso, se ha mencionado sobre ella que es nadadora a nivel olímpico, ganadora de concursos de fotografía y toca el piano (y ha ganado premios por ello). Es típico que cuando presume de alguno de estos hechos, el comentario general de sus compañeros sea "¡Como se esperaba de alguien que ha estudiado en el extranjero!"

### Otros
Kazuki Kosuda (小須田 香月)
Seiyu: Mamiko Noto
Es la hermana mayor de Kosuda, buen cuerpo y está soltera. Es alegre y despreocupada, hasta el punto en que suele pasearse desnuda por la casa delante de su hermano adolescente. En realidad se preocupa mucho por Takashi y siempre lo está protegiendo a espaldas de él.
Chika Yamada (山田 千夏 - やまだ ちか)
Seiyu: Asami Shimoda
Hermana pequeña de Yamada, conoce todos los intereses pervertidos de su hermana, es completamente neutral en la historia. Ella es muy popular, a menudo usa su encanto para conseguir que los chicos le den lo que ella quiera.
Kanejō Keiichi.
Seiyu: Yu Kobayashi
Es el hermano mayor de Kyoka. Él es "perfecto" al igual que Yamada y Kyoka.  En un evento escolar conoce y se enamora de Yamada.  E incluso la invitó a salir, pero fue rechazado por Yamada y  no ha aceptado un no por respuesta (o mejor dicho nunca escucho un no) es su primer amor y quiere perder la virginidad con Yamada.

## Media

### Manga
La serie es escrita e ilustrada por Yōko Sanri y es distribuida por la revista Weekly Young Jump desde el 2003. A partir de abril del 2010, los capítulos de la serie fueron incluidos en siete tankōbon y el primero salió el 18 de febrero de 2005, y el séptimo el 22 de marzo de 2010. El manga finaliza en el volumen n.º 9 en el capítulo 300.
Fuera de Japón, el manga está licenciado por Sharp Point Press en Taiwán.

#### Lista de volúmenes
| N.º | Fecha de publicación  | ISBN                   |
| --- | --------------------- | ---------------------- |
| 01  | 18 de febrero de 2005 | ISBN 4-08-876756-X     |
| 02  | 19 de enero de 2006   | ISBN 4-08-877021-8     |
| 03  | 19 de octubre de 2006 | ISBN 4-08-877154-0     |
| 04  | 19 de junio de 2007   | ISBN 978-4-08-877278-3 |
| 05  | 23 de abril de 2008   | ISBN 978-4-08-877411-4 |
| 06  | 22 de abril de 2009   | ISBN 978-4-08-877613-2 |
| 07  | 22 de marzo de 2010   | ISBN 978-4-08-877742-9 |
| 08  | 16 de julio de 2010   | ISBN 978-4-08-877899-0 |
| 09  | 18 de marzo de 2011   | ISBN 978-4-08-879114-2 |

### Anime
B Gata H Kei oficialmente se estrenó en las cadenas de KBS y Tokyo MX el 1 de abril de 2010. y una semana después en la cadena AT-X. Cada episodio se divide en dos títulos:
| Episodio | Título | Nombre                                                   | Romaji                                                            | Traducción                                                             |
| -------- | ------ | -------------------------------------------------------- | ----------------------------------------------------------------- | ---------------------------------------------------------------------- |
| Ep. 01   | 01     | ぼーい♂みーつ♀がーる あなたの「初めて」私にちょうだい!!  | bōi♂mītsu♀gāru anata no "hajimete" watashi ni chōdai!!            | "Chico conoce a chica". ¡¿Me darás tu 「primera vez」?!                |
| Ep. 01   | 02     | 放課後大作戦! とりあえずキスしましょ?                    | hōkago daisakusen! toriaezu kisu shimasho?                        | ¡Estrategia después de clases!. Por ahora ¿Comenzamos con un beso?     |
| Ep. 02   | 03     | そうだ!プールに行こう 私の水着、見たいよねっ!            | sō da! pūru ni ikō watashi no mizugi, mitai yo ne!                | ¡Ya se! Vamos a la piscina Quieres verme en bikini, ¿Verdad?           |
| Ep. 02   | 04     | ライバル出現 誰よ?あのFカップ!?                          | raibaru shutsugen dare yo? ano effu kappu!?                       | ¡Aparece una rival!. ¡¿Quién es esa, de talla "F"?!                    |
| Ep. 03   | 05     | 暗室で急接近! ちょっとキケンな部活動!?                   | anshitsu de kyūsekkin! chotto kiken na bukatsudō!?                | ¡Acortando la distancia!. ¡¿Un Club un poco Peligroso?!                |
| Ep. 03   | 06     | 燃える文化祭! 学園の女王はこの山田（わたし）!!           | moeru bunkasai! gakuen no joō-sama wa kono watashi!!              | ¡Ardiente Festival!. ¡¡La reina de la Academia soy yo!!                |
| Ep. 04   | 07     | ときめく聖夜 ファーストキスって、なんの味?               | tokimeku seiya fāsuto kisu tte, nan no aji?                       | Una Nochebuena caliente. ¿A qué sabe el primer beso?                   |
| Ep. 04   | 08     | このままじゃ帰れない! いちゃラブ公園に行こうよ!          | kono mama ja kaerenai! icha rabu kōen ni ikō yo!                  | ¡No puedo ir a casa así!. ¡Vamos al parque de los enamorados!          |
| Ep. 05   | 09     | 汗と涙のバレンタイン! 山田より愛?を込めて                | ase to namida no barentain yamada yori ai? wo komete!             | ¡Un San Valentín de sudor y lágrimas!. De Yamada ? con amor            |
| Ep. 05   | 10     | 磨けエロパワー! こんな感覚、初めてなの…                  | migake ero pawā! konna kankaku, hajimete na no...                 | ¡Mejora tu poder sexual!. Esta sensación es nueva para mi...           |
| Ep. 06   | 11     | 金城さんが来る! あのキラキラが許せない!                  | kanejō-san ga kuru! ano kirakira ga yurusenai!                    | ¡Llega Kanejou-san! ¡No le permitire que deslumbre!                    |
| Ep. 06   | 12     | バラ色の笑顔の裏に…… 金城の黒い秘密!!                    | barairo no egao no ura ni... kanejō no kuroi himitsu!!            | Detrás de la sonrisa color de rosa... ¡¡El oscuro secreto de Kanejou!! |
| Ep 07    | 13     | スク水で大決闘! アンタにだけは絶対負けない!              | sukumizu de daiketsutō! anta ni dake wa zettai makenai!           | ¡Duelo en trajes de baño! ¡No pienso perder contra ti!                 |
| Ep 07    | 14     | 夏の日の思いで…… 山田、野生に帰る!                       | natsu no hi no omoide... yamada, yasei ni kaeru!                  | Recuerdos de días de verano... ¡Yamada, se vuelve salvaje!             |
| Ep. 8    | 15     | わーい!修学旅行だ! 二人っきりになれなくて…               | wāi, shūgakuryokō da! futarikkiri ni narenakute...                | ¡Yay! ¡Vamos de excursión! No podemos estar a solas...                 |
| Ep. 8    | 16     | 俺、山田のことが、す…… すったもんだの珍道中              | ore, yamada no koto ga, su... suttamonda no chindōchū!            | Yamada, tu me gus... ¡Mucho Ruido y nada de acción!                    |
| Ep. 9    | 17     | そんな!みんなの見てる前で… 嫌いなんて言ってないじゃん…秋 | sonna! minna no miteru mae de kirai nante ittenai jyan... aki     | ¡No! Todo el mundo está mirando... Otoño: Nunca dije que te odiaba...  |
| Ep. 9    | 18     | 体育祭にかけろ! 好きにすればいいじゃん…秋                | taiikusai ni kakero! suki ni surebaii jyan... aki                 | ¡Arriesgar todo en el Encuentro! Otoño: Haz lo que quieras...          |
| Ep. 10   | 19     | 金城家の一族 セレブな兄のキラキラな秘密!                 | kanejōke no ichizoku serebu na ani no kirakira na himitsu!        | La Familia de Kanejou ¡El Secreto brillante del hermano rico!          |
| Ep. 10   | 20     | 恋する途中? 私の男（コスダ）に手を出すな!!               | koi suru tochū? watashi no kosuda ni te wo dasu na!!              | ¿Joven para el amor? ¡¡No pongas las manos sobre mi Kosuda!!           |
| Ep. 11   | 21     | 2年H組のクリスマス イブ あたしをベッドにつれてって       | ni nen ecchi gumi no kurisumasu ibu atashi wo betto ni tsuretette | La víspera de Navidad de la clase 2-H Llévame a la cama                |
| Ep. 11   | 22     | 金城さんが見てる!? 限界ギリギリ『生』放送！              | kanejō-san ga miteru!? genkai girigiri "nama" hōsō!               | ¿Kanejou está mirando? Un show al desnudo sin límites                  |
| Ep. 12   | 23     | 僕らのために世界は回る さよなら…B型H系                   | bokura no tame ni sekai wa mawaru sayonara... bi gata ecchi kei   | El mundo cambia por mi bien Adiós B-gata H-kei                         |
| Ep. 12   | 24     | 天使になった山田！ さらば！ B型H系!!                     | tenshi ni natta yamada! saraba! bi gata ecchi kei!!               | ¡Yamada se convierte en un Ángel! ¡Hasta pronto! ¡¡B-gata H-kei!!      |

### Temas musicales
El tema de apertura de la serie titula "Oshiete A to Z" (おしえて A to Z?) y el tema de cierre titula "Hadashi no Princess" (裸足のプリンセス?). ambos cantados por Yukari Tamura, y un maxi-single que contiene los dos temas fue publicado el 28 de abril de 2010.
- Opening - Oshieteru A to Z「おしえて A to Z」 (Enséñame de la A a la Z)

- Letras - Manami Fuji
- Compositor/arreglos - Oota Tadashi
- Cantante - Yukari Tamura

- Ending - Hadashi no Princess 「裸足のプリンセス」 (Princesa descalza.)

- Letras - Manami Fuji
- Compositor/arreglos - Oota Tadashi
- Cantante - Yukari Tamura

- Canción 「BH〜B型H系〜」 (BH  ~Bi gata ecchi kei ~ "

- Letras - Paper Mind Mode
- Compositor/arreglos - Huzita Makoto (Elements Garden)
- Cantante - Hisashi Satoshi Omi

- Canción 「コンドーさんなら鬼印」 (Condones Oni)

- Letras - Onigashira Iwao
- Compositor/arreglos - Huzima Hitoshi (Elements Garden)
- Cantante - mi〜 ko

#### Drama CD
Un CD drama fue lanzado el 14 de septiembre de 2007.

### Internet radio
Actualmente existe un programa de radio por Internet.

## Recepción
Anime News Network publicó el primer episodio de la serie como una vista previa para la temporada de anime de primavera de 2010. 
Carl Kimlinger hizo una evaluación inicial de la serie como "una prometedora serie", y Theron Martín dijo que la comedia se centra en Yamada en el lado sexual de una relación y no en el lado emocional, clasificó el primer episodio como "proxenetismo-fanboy", pero de alguna manera recientemente se muestra solo como un fanservice. 
Chapman encontró la premisa como "francamente es insultante para las mujeres en conjunto", y ""racista y desagradable". 
Tim Maughan señaló que si bien la premisa se podría interpretar como una "comedia de sexo de adolescentes" ya que los adolescentes sienten la presión sobre la actividad sexual, pero señaló que el tiempo de emisión en Japón (1 a. m.), la audiencia sería "otaku adulto" en lugar de adolescentes
Zac Bertschy consideró como "otra más de la larga lista de series de comedias de sexo de anime malos".